# Дифференцированный тариф

#### Дифференцированный тариф
"Дифференцированный" происходит от английского слова "different" (разный). А "тариф" - это цена. Дифференцированный тариф - это цена, которая различается для разных клиентов. Чаще всего такие тарифы устанавливаются за оказание услуг. Размер тарифа напрямую зависит от количества получаемой потребителем услуги. Связь может быть, как прямопропорциональная, так и обратнопропорциональная. Для примера можно взять коммунальные предприятия, которые предоставляют доступ к использованию природных ресурсов. Коммунальные предприятия, занимающиеся водоснабжением населенных пунктов, называются водоканалами. Воды на планете, казалось бы, много. Но количество очищенной воды, которое водоканал имеет возможность поставить в населенный пункт, ограничено. Именно поэтому государство может в целях стимулирования экономного потребления природных ресурсов внедрить дифференцированный тариф. Если абонент потребляет небольшое количество, то и цена за один кубический метр воды будет небольшой. А в случае нерационально большого потребления тариф назначается значительно больше. Количество дроблений может быть разным. Бывает и три тарифа - для малого потребления, среднего и большого.

#### Программы для работы с дифференцированными тарифами
Для работы с дифференцированными тарифами обычно используются специальные коммунальные программы. Они содержат информацию о десятках и даже сотнях тысяч абонентов. Также по каждому абоненту хранятся все его начисления и оплаты за коммунальные услуги. Поэтому, в общей сложности, база данных может хранить миллионы записей. Программы должны быть максимально оптимизированы, чтобы все необходимые операции выполнять достаточно быстро и работать на любом (чаще всего не самом современном) компьютерном оборудовании.
Есть программы, которые проводят начисления по разным алгоритмам. Это может быть начисление по показаниям приборов учета или по норме потребления. Норма потребления используется для тех абонентов, у которых нет приборов учета. Для них тариф сразу устанавливается максимальный. А дифференцированные тарифы применяются для граждан, у которых установлены счетчики. Потому что именно так можно расходовать природные ресурсы экономно и за это платить по значительно более низким тарифам.

#### Алгоритм расчета
Для коммунального программного обеспечения алгоритм расчета выглядит следующим образом. Сначала от последнего показания прибора учета отнимается предыдущее. В результате, например, мы получили, что за месяц некой семьей было использовано 100 метров кубических воды. Потом полученное количество делится на количество проживающих. Если семья состоит из 4 человек, получится, что за месяц на одного человека было потрачено 25 м3 воды. И затем уже по полученному значению подбирается подходящий дифференцированный тариф. Это выглядит примерно так:
- Если до 10 м3 – тариф X
- Если от 10 и до 30 м3 – тариф Y
- Если свыше 30 м3 – тариф Z